# Lepthyphantes agnellus
Lepthyphantes agnellus là một loài nhện trong họ Linyphiidae.
Loài này thuộc chi Lepthyphantes. Lepthyphantes agnellus được miêu tả năm 1988 bởi Maurer & Konrad Thaler.